# 菌落計數器
菌落計數器（Colony counter），是一種細菌檢驗儀器，可自動計算菌落數目。菌落計數器常應用於食品科學及醫學檢驗。
「濾膜法」之菌落計數器可使用放大10-15倍的雙筒實體顯微鏡，光源為日光色螢光燈，光源方向為菌落上方60~80度，避免產生反射影響判讀。「混合稀釋法」和「塗抹法」之菌落計數器可使用魁北克式的菌落計數器，視野以黑色背景並有放大效果為佳。